# Карл Теодор Ото фон Залм
Карл Теодор Ото фон Залм (на немски: Karl Theodor Otto Fürst zu Salm; * 7 юли или 27 юли 1645, Анхолт; † 10 ноември 1710, Аахен) е вилдграф на Даун и Кирбург, Рейнграф на Щайн и 3. княз на Залм (1663 – 1710). Той е императорски фелдмаршал, главен австрийски дворцов-майстер, възпитател и влиятелен първи таен съветник на Йозеф I. Неговото положение понякога е равно на премиер-министър. Привърженик е на имперската политика, губи в конфликт с австрийската дворцова партия на Евгений Савойски и други.

## Биография
Той е най-големият син на княз Леополд Филип Карл фон Залм-Даун († 1663), вилд- и Рейнграф на Даун, и съпругата му графиня Мария Анна фон Бронкхорст-Батенбург († 1661, Ремиремон), наследничка на Анхолт, племенница на фелдмаршал Йохан Якоб фон Бронкхорст-Батенбург, дъщеря на граф Дирк/Дитрих IV фон Бронкхорст-Батенбург (1578 – 1649), фрайхер фон Батенбург-Анхолт, и Мария Анна фон Имерсел († 1624). Брат му принц Гастон Филип фон Залм († 1668), умира в дуел в Нанси на 21 години. Сестра му Доротея Мария фон Залм († 1702) е абатиса на Ремиремон.
След смъртта на баща му Карл Теодор Ото фон Залм няколко години е под опекунството на херцога на Лотарингия. От рано е определен за военна кариера и следва ок. 1663 г. във „Военната академия“ в Париж. Той участва в битки през 1673, 1674 г. на испанска служба в Испанска Нидерландия против французите.
Около 1682 г. той е на служба като фелдмаршал-лейтенант в императорската войска. През 1683 г. участва в освобождението на Виена от турците и става след това генерал на кавалерията. Следващата година участва в похода против османците в Унгария и побеждава при обсадата на Офен/Пеща през 1684 г.
Когато е в именията си Карл Теодор Ото фон Залм резидира най-вече в замък Анхолт и го престроява на бароков дворец, също променя градините му. С измирането на рейнграфската линия цу Кирбург той получава също графството Кирбург.
През 1685 г. Леополд I го прави таен съветник. Той е главен дворцов майстер и възпитател на наследника на трона Йозеф. През 1687 г. е номиниран на фелдмаршал и през 1692 г. е императорски конференция-съветник. Съпругата на ерцхерцог Йозеф, Вилхелмина Амалия фон Брауншвайг-Люнебург, е племенница на съпругата му. Затова той става с още по-тесни отношения с Йозеф, който го кара да е по-активен в политиката.
След възкачването на трона на Йозеф I през 1705 г., Карл Теодор Ото остава негов главен дворцов-майстер и таен съветник. Така той е на върха на двора и упражнява голямо влияние, сравняван е с премиер-министър.
През 1709 г. Карл Теодор Ото, заради конфликт с дворцовата партия и поради здравословни проблеми, се оттегля и живее най-вече в Анхолт. Той е рицар на Ордена на Златното руно.
Карл Теодор Ото фон Залм умира на 10 ноември 1710 г. в градската си къща в Аахен на 65 години.

## Фамилия
Първи брак: през 1665 г. с графиня Годофреда Мария Анн Хуйн фон Гелен (* 25 февруари 1646; † 29 септември 1667), наследничка на Графство Вахтендонк, дъщеря на граф Волфганг Хуйн фон Гелен и Мария Хуйн фон Амстенраедт. Съпругата му Годофреда Мария Анн умира на 21 години при раждането на дъщеря им:
- Мария Годофреда Доротея (* 29 септември 1667; † 19 януари 1732, Виена), омъжена на 13 юли 1687 г. за княз Леополд Игнац Йозеф фон Дитрихщайн-Николсбург (* 16 август 1660; † 13 юли 1708)

Втори брак: на 10 март 1671 г. с пфалцграфиня Луиза Мария фон Пфалц-Зимерн (* 23 юли 1646, Париж; † 11 март 1679, Аахен), дъщеря на пфалцграф Едуард фон Пфалц-Зимерн (1625 – 1663) и Анна Гонзага (1616 – 1684). Тя донася в брака наследствени изгледи за богати собствености в Шампан. Те имат децата:
- Луиза (* 23 февруари 1672; † 1707), монахиня в Нанси
- дете (*/† 6 септември 1673)
- Лудвиг Ото фон Залм (* 24 октомври 1674, Аахен; † 23 ноември 1738, Анхолт), вилд- и Рейнграф, 5. княз на Залм, женен на 20 юли 1700 г. в Анхолт за принцеса Албертина Йохана фон Насау-Хадамар (* 6 юли 1679, Хадамар; † 24 април 1716, Анхолт)
- дете (*/† 16 юли 1675)
- Луиза Аполония (* 21 януари 1677; † 22 май 1678)
- Елеонора Кристина Елизабет (* 14 март 1678; † 23 март 1737, Брюксел), омъжена на 17 август 1713 г. за 1. херцог Конрад Алберт д'Урсел-Хобокен (* 10 февруари 1663/1665; † 3 май 1738, Намюр)